# Мега Мол (Русе)
Вижте пояснителната страница за други значения на Мега Мол.
„Мега Мол“ е бивш търговски център в Русе, на ъгъла на бул. „Придунавски“ и ул. „Независимост“.
Паркингът разполага с над 450 места. По-големи наематели са супермаркети „Пикадили“ и „Дунавски хали“.[източник? (Поискан преди 1 ден)]
Търговският център затваря врати през 2014 година, когато Русенският окръжен съд обявява неплатежоспособността му.

## Данни за обекта[1][2]
- Започване на проекта: 2007 г.
- Откриване: 2010 г.
- Затваря врати: 2014 г.
- Отдаваема площ: 17 800 м² търговски площи[2].
- Инвеститор: 30 млн. евро от European Convergence Development Company и „Мегахим“ АД[1]
- Проектант: Chapman Taylor, Великобритания
- Български проектант: „Инвест проект“ ЕООД, Русе с гл. арх. Георги Стефанов.
- Изпълнител: „Строител“